# Špičák (Přebuzská hornatina)
Špičák (995 m n. m.) je vrchol v západním Krušnohoří v Karlovarském kraji, v okrese Sokolov přibližně 3,7 km západně od Přebuzi. Špičák je nejvyšší horou okresu Sokolov. Na vrcholu se nacházejí vypreparované žulové skalky, těsně pod vrcholem na severní straně je dřevěný altánek. Z vrcholu je výhled západním až severním směrem přes Rájecké údolí na hřebeny Krušných hor, které tvoří českoněmeckou hranici, směrem na západ je vidět rozhledna na Olověném vrchu.
Poblíž Špičáku (přibližně 3,5 km) se nachází přírodní památka Přebuzské vřesoviště.

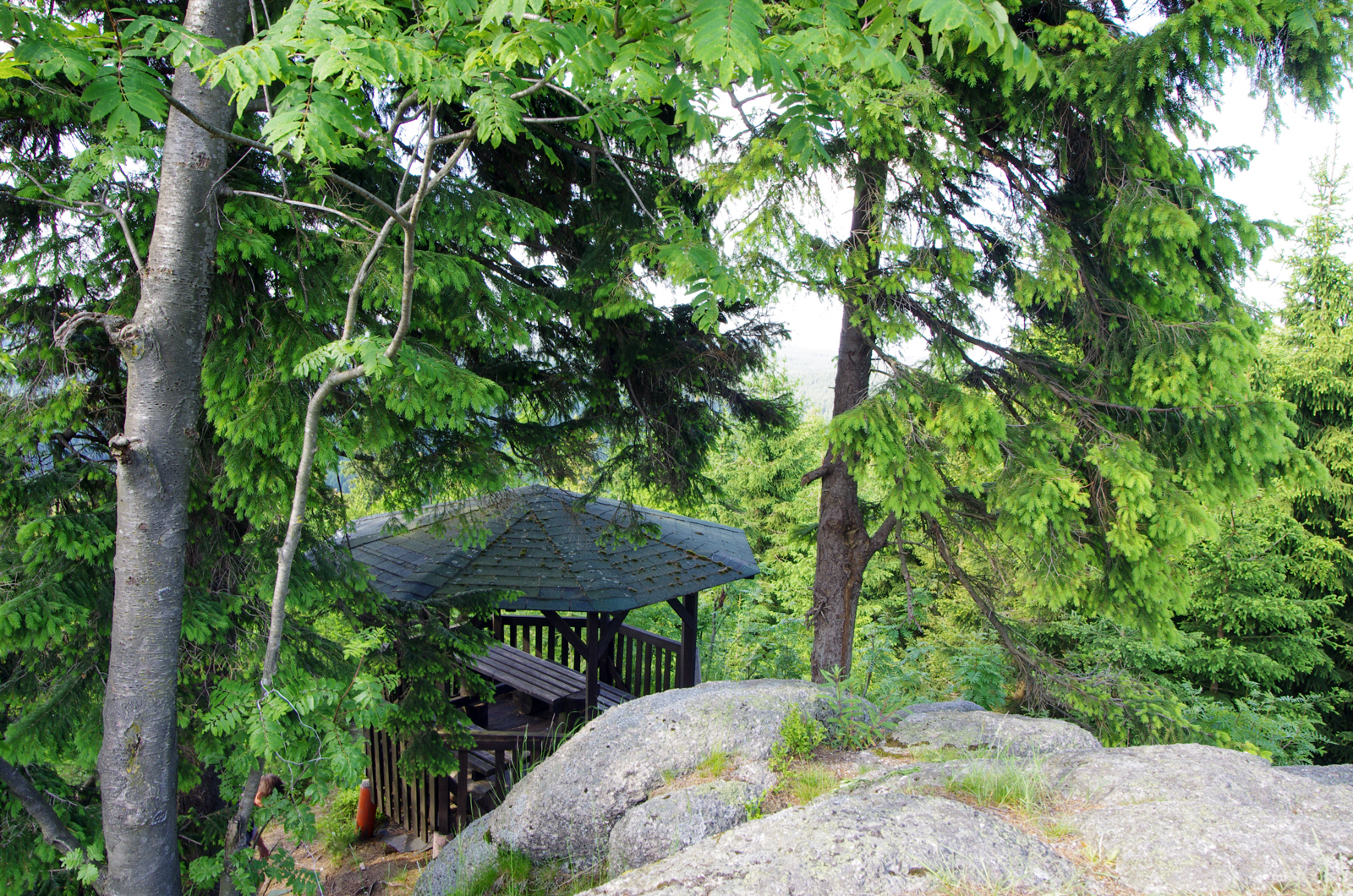
Altán na vrcholu

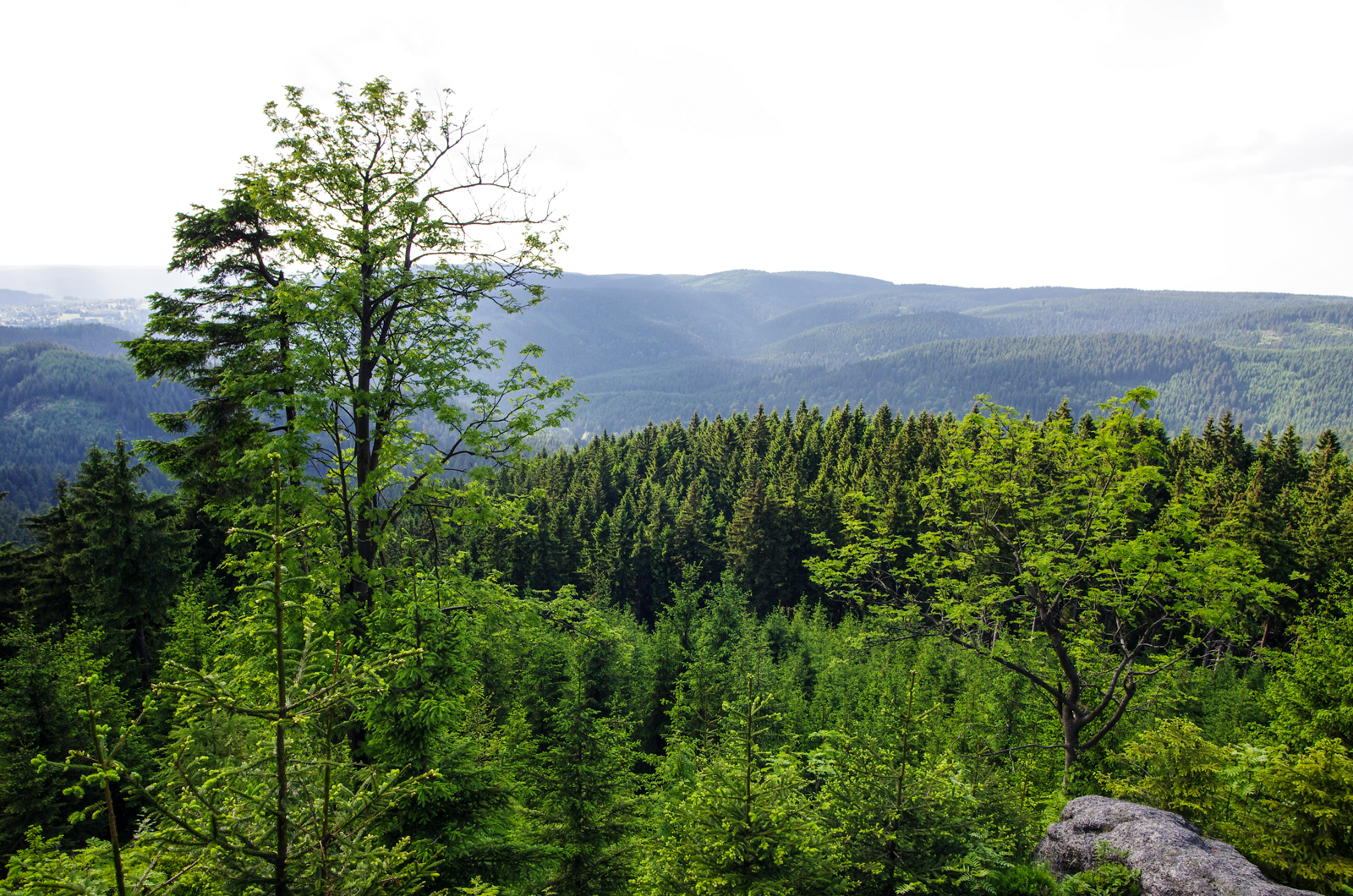
Pohled ze Špičáku severním směrem

## Přístup
Jsou dvě varianty jak se dostat turisticky na vrchol Špičáku:
- nejkratší cesta vede po zelené turistické značce, která na silnici za Přebuzí směrem na Rolavu odbočuje vlevo, podél přírodní památky Přebuzské vřesoviště. Mírně zvlněným terénem se pokračuje až k odbočce pod vrcholem. Krátký strmý výstup končí na vrcholu. Tato trasa až na krátký výstup na vrchol je nenáročná, protože začíná v nadmořské výšce přibližně 900 m a končí vrcholem 995 m n. m.
- delší a náročnější cesta vede ze Stříbrné resp. Rájeckého údolí. Od rozcestí Stříbrná - Nancy se stoupá zalesněným údolím k rozcestí červené a zelené turistické trasy. Zelená značka vede kolem vrchu Šišák, pořád strmě až k odbočce pod vrcholem. Odtud je to na vrchol přibližně 250 m. Celkové převýšení oproti kratší trase z Přebuzi je výrazně vyšší, asi 350 m.[5]